# パブロ・マチン
パブロ・ハビエル・マチン・ディエス（Pablo Javier Machín Díez,  1975年4月7日 - ）は、スペイン・ソリア県ソリア出身の元サッカー選手・現サッカー指導者。

## 来歴

### 選手時代
地元ソリアのCDヌマンシアに入団後。1993-94シーズンにトップチームデビューを果すも、膝の負傷に苦しみ、1998年に現役を引退。指導者として再出発した。

### 監督時代
1998年から2シーズンCDカラサンスの監督を務め、2000年にCDヌマンシアに復帰。以降カンテラのコーチや監督を務める。
2011年5月30日、トップチームの監督に昇格。2シーズントップチームの監督を務めるも、1部リーグに導くことはできず、2012-13シーズン終了後に退任。
2014年3月9日、ジローナFCに監督に就任。2014-15、2015-16シーズンを、セグンダ・ディビシオンで3位、4位に導きながらも、昇格プレーオフで敗退。しかし、2016-17シーズンに2位で終え、チーム創設87年目にして初のラ・リーガに導く。トップリーグ1年目となった2017-18シーズンは10位で終え、1部残留に導いた。
2018年5月28日、セビージャFCの監督に就任した。
2020年8月5日、デポルティーボ・アラベスの監督に就任。しかし、リーグ下位に低迷し、2021年1月11日に解任された。

## 監督成績
2021年1月12日現在
| クラブ         | 就任          | 退任           | 記録 | 記録 | 記録 | 記録 | 記録 | 記録 | 記録 | 記録   |
| クラブ         | 就任          | 退任           | 試   | 勝   | 分   | 敗   | 得   | 失   | 差   | 勝率   |
| -------------- | ------------- | -------------- | ---- | ---- | ---- | ---- | ---- | ---- | ---- | ------ |
| ヌマンシア B   | 2006年7月1日  | 2007年6月30日  | 42   | 21   | 15   | 6    | 61   | 36   | +25  | 050.00 |
| ヌマンシア     | 2011年6月30日 | 2013年6月11日  | 87   | 28   | 29   | 30   | 109  | 112  | −3   | 032.18 |
| ジローナ       | 2014年3月9日  | 2018年5月28日  | 189  | 83   | 50   | 56   | 255  | 197  | +58  | 043.92 |
| セビージャ     | 2018年5月28日 | 2019年3月15日  | 50   | 26   | 9    | 15   | 97   | 59   | +38  | 052.00 |
| エスパニョール | 2019年10月7日 | 2019年12月23日 | 15   | 4    | 3    | 8    | 19   | 23   | −4   | 026.67 |
| アラベス       | 2020年9月13日 | 2021年1月12日  | 20   | 6    | 6    | 8    | 19   | 23   | −4   | 030.00 |
| 合計           | 合計          | 合計           | 403  | 168  | 112  | 123  | 560  | 460  | +100 | 041.69 |